# Серхів
Се́рхів — село в Україні, у Прилісненській сільській громаді Камінь-Каширського району Волинської області. Населення становить 478 осіб.

## Географія
На південно-західній околиці села бере початок річка Бігучій, притока Веселухи.
Територія села багата на річки, озера, ліси, плоди ягід чорниці, журавлини та ін. Стало відомим на території України завдяки бійкам за плоди ягід - журавлини. Корисні копалини - торф, видобуток здійснюється КП «Волиньторф».

## Історія
Перші письмові згадки про село датуються 1452 роком. До 1861 року в селі існувало кріпосне право. Селяни не мали права переходити далі земель свого пана.
З 1861р. по 1915рік село, його землі знаходились під владою родини Терещенків. Під час Першої світової війни з 1915 р. село перебувало в австрійській окупації. На п'ятий день Брусиловського прориву 26 травня (8 червня) 1916 р. 102-а дивізія російської армії вже підійшла до Серхова і готувала переправу через річку. Після підписання Брестського миру в 1920 році вся Волинь і с.Серхів опинилися під владою Польщі. Жителі,яких вивезли у 1915 році, повернулися до села. Село відбудовувалося. Було обрано першого голову села (солтиса).
До 1930 року всі люди жили на території сучасного села. Але в 1930 році було вирішено розселити людей на землі, які не оброблялися. 
На хуторі Заболоття до 1947 року діяла початкова школа, що знаходилась у хаті Никифора Музичука. Навчання велося в основному польською мовою. 05.02.1965 Указом Президії Верховної Ради Української РСР передано Серхівську сільраду Володимирецького району Рівненської області до складу Маневицького району Волинської області.
До 26 липня 2016 року було центром Серхівської сільської ради.
В січні 2019 року парафія УПЦ МП перейшла до Помісної Церкви України.

## Люди
- Паламар Ігор Степанович (1983—2023) — солдат Збройних Сил України, учасник російсько-української війни, що загинув у ході російського вторгнення в Україну 30 червня 2023 року у Запорізькій області.
- Войтко Віктор Вікторович (1994—2023) — солдат Збройних Сил України, учасник російсько-української війни, що загинув у ході російського вторгнення в Україну 12 жовтня 2023 року у Запорізькій області.
- Нестерук Віктор Васильович (1972—2023) — солдат Збройних Сил України, учасник російсько-української війни, помер від тяжких поранень.

## Населення
Згідно з переписом УРСР 1989 року чисельність наявного населення села становила 478 особи, з яких 264 чоловіки та 212 жінок.
За переписом населення України 2001 року в селі мешкало 555 осіб. 100 % населення вказало своєю рідною мовою українську мову.